# Fältsjukvård

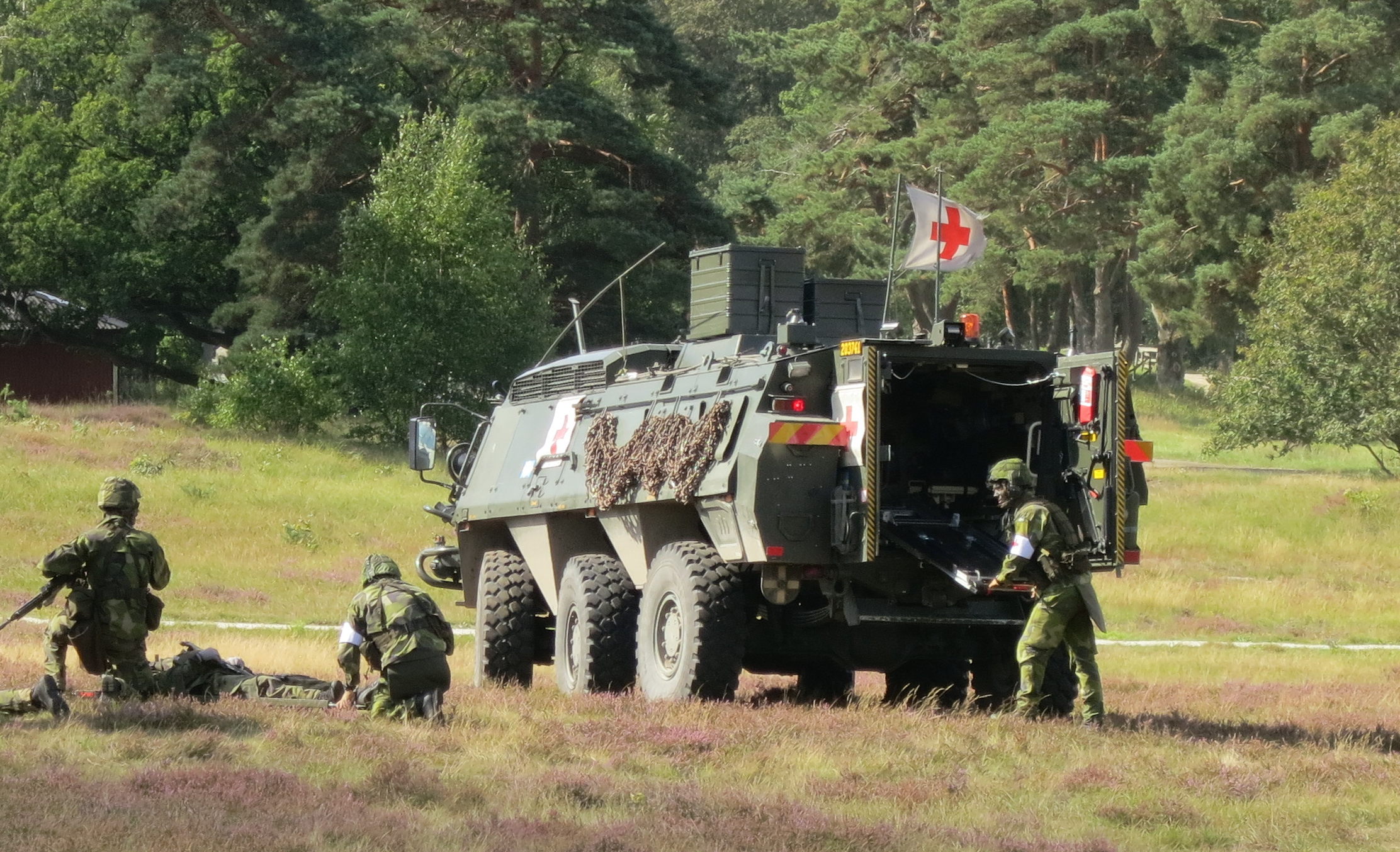
Evakuering av skadad soldat, övning

Fältsjukvård är hälso- och sjukvård i krigszoner i situationer då den kvalificerade hjälpen och definitiva vården inte kan nås inom den så kallade Gyllene timmen. Praktisk fältsjukvård präglas av begränsad tillgång på resurser. Det är en del av traumatologin.[källa behövs]
Fältsjukvård rymmer såväl civila som polisiära och militära dimensioner. Inom polis och militär är fältsjukvård och taktisk sjukvård angränsande områden, där såväl miljön i form av väder och vind, som situationen med hot om våld kan innebära problem att få den skadade eller sjuke till definitiv vård.[källa behövs]
Fältsjukvård kan utöver koppling till jämte polisiär och militär verksamhet, också ses som ett ämne nära knutet till glesbygdsmedicin, katastrofmedicin samt barfotamedicin. Ett missvisande begrepp i sammanhanget är moraknivskirurgi, och det är därför viktigt att understryka att fältsjukvård med flera ämnen inte handlar om åsidosättande av juridik gällande medicinska diagnoser och behandlingsåtgärder.[källa behövs]
Fältsjukvård omfattar förebyggande åtgärder såsom riskanalys, utbildning och fälthygien, akut omhändertagande inklusive övervakning och evakuering, samt olika former av kamratstöd och avlastning. Kärnan i ämnesområdet är fokus på miljö och situation.[källa behövs]

## Fältsjukhus i Sverige
Vid slutet av Kalla kriget hade Sverige 35 stora fältsjukhus med vardera: 200 vårdplatser, 6 operationssalar och en personalstyrka på 400. Utöver det fanns 15 marina fältsjukhus som var mindre. De följande åren förändrades den militärpolitiska situationen i Sveriges närområde och fältsjukhusen började avvecklas och skänkas till andra länder.
- I april 2001 skänktes ett fältsjukhus till Sierra Leone i Västafrika och till Östtimor i Sydostasien.[1]
- Fyra fältsjukhus lämnades över till FN för att användas i fredsbevarande arbete, till exempel i Afrika.[1]
- Åren 2000-2005 skänktes två kompletta sjukhus till Estland och Litauen.[1]
- Ett antal fältsjukhus hamnade i olika delar av världen via hjälporganisationer.[1]

Vid Coronavirusutbrottet 2020–2021 i Sverige fanns bara två fältsjukhus kvar, varav det ena mobiliserades i Göteborg och det andra i Stockholm.